# Bellamya jeffreysi
Bellamya jeffreysi је пуж из реда Architaenioglossa и фамилије Viviparidae. 

## Угроженост
Подаци о распрострањености ове врсте су недовољни.

## Распрострањење
Ареал врсте је ограничен на две државе. 
Малави и Мозамбик су једино позната природна станишта врсте. Врста је ендемична за језеро Малави, уз обале до дубине од највише 21 метар.

## Станиште
Станишта врсте су језера и језерски екосистеми и слатководна подручја. 